# Pierre Sévigny
Pierre Sévigny (ur. 12 września 1916, zm. 20 marca 2004) – polityk kanadyjski, działacz partii konserwatywnej.
Pochodził z Quebecu. Podczas II wojny światowej służył w Armii Kanadyjskiej jako obserwator artyleryjski. U boku polskich żołnierzy 1 Dywizji Pancernej wziął udział w bitwie o Mont Ormel. Za dokonania na polu walki został odznaczony m.in. polskim Orderem Virtuti Militari oraz francuskim Krzyżem Wojennym i belgijskim Krzyżem Wojennym. W 1958 roku został po raz pierwszy wybrany do kanadyjskiego parlamentu. W 1959 roku został mianowany wiceministrem obrony. Zrezygnował w 1963, nie zgadzając się z polityką premiera Diefenbakera dotyczącą zbrojeń nuklearnych.
Był bohaterem głośnego skandalu, kiedy liberalny minister sprawiedliwości Lucien Cardin ujawnił, że w okresie sprawowania urzędu ministerialnego Sevigny romansował z Gerdą Munsinger, która okazała się być szpiegiem NRD. Tzw. sprawa Munsinger była badana przez królewską komisję śledczą, ale nie dopatrzono się znamion zdrady ani naruszenia tajemnicy państwowej.
Afera zrujnowała Sevigny'ego politycznie i finansowo; pracował później jako profesor finansów publicznych na Sir George Williams University.